# Elifaz (filho de Esaú)
Elifaz (em hebraico: אֱלִיפַז/אֱלִיפָז‎‎, "Meu Deus é força") é o primogênito de Esaú. Ele foi filho de Ada, filha de Elom, o heteu.
Elifaz foi o pai de Temã, Omar, Zefô, Gaetã e Quenaz, com sua concubina Timna ele foi o pai de Amaleque, inimigo ancestral do povo israelita.
Segundo uma tradição dos rabinos, Timna, citada na escritura como irmã de Lotã, filho de Seir e como filha de Elifaz  seria, na verdade, filha do próprio Elifaz, que teria cometido adultério com a esposa de Seir; aumentando seu pecado, Elifaz teria tomado sua própria filha como concubina.
O Midraxe relata que quando Jacó escapou de Esaú e fugiu para casa de seu tio Labão em Harã, Esaú enviou Elifaz para perseguir e matar Jacó. Quando eles se encontraram Jacob implorou a Elifaz que não o matasse, mas Elifaz recusou, pois tinha ordens do pai a cumprir. Jacó deu tudo que tinha com ele a Elifaz, e disse: "Uma pessoa pobre é tão boa como um morto." Elifaz ficou satisfeito e deixou seu tio nu e sem dinheiro, mas ainda vivo. (Rashi de Gênesis 29:11)